# Meranoplus levis
Meranoplus levis é uma espécie de formiga do gênero Meranoplus, pertencente à subfamília Myrmicinae.